# Ungureni (okręg Prahova)
Ungureni – wieś w Rumunii, w okręgu Prahova, w gminie Filipeștii de Târg. W 2011 roku liczyła 981 mieszkańców.